# Berättelsen om Narnia: Kung Caspian och skeppet Gryningen
Berättelsen om Narnia: Kung Caspian och skeppet Gryningen (The Chronicles of Narnia: The Voyage of the Dawn Treader) är en brittisk-amerikansk långfilm som är baserad på romanen Kung Caspian och skeppet Gryningen av C.S. Lewis. Till skillnad från de två föregående filmerna är det Michael Apted och inte Andrew Adamson som har regisserat filmen. Manuset är skrivet av Christopher Markus, Stephen McFeely, Steven Knight, Michael Petroni och Richard LaGravenese. Filmen är uppföljaren till Berättelsen om Narnia: Prins Caspian från 2008. Denna gång kommer bara två av de fyra syskonen till Narnia. Filmen hade premiär den 10 december 2010 i USA. I Sverige hade filmen premiär på juldagen.
Filmen har således en ny regissör (Michel Apted), men även ett nytt produktionsbolag som producerar filmen. Innan inspelningarna till filmen drog igång drog sig Disney ur projektet, vilket gjorde att 20th Century Fox blev ny medproducent till Walden Media.

## Synopsis
Genom en magisk tavla transporteras syskonen Lucy och Edmund Pevensie återigen till landet Narnia, denna gång med sin odrägliga kusin Eustace i släptåg. Väl där återförenas de med Kung Caspian ombord på det mäktiga skeppet Gryningen. I Narnia hotar en ondskefull dimma att sluka landet och med hjälp av Caspian, musen Ripipip och resten av den modiga besättningen måste Lucy, Edmund och Eustace slåss mot nya faror för att återigen rädda landet från undergång.

## Inspelningen
Michael Apted tog över som filmens regissör från Andrew Adamson, som valt att producera istället för att regissera. Han producerar filmen tillsammans med Mark Johnson, Perry Moore och Douglas Gresham. Steven Knight skrev manuset efter ett utkast av Christopher Markus och Stephen McFeely. Filmen hade biopremiär den 10 december 2010 i USA och Storbritannien, medan den fick biopremiär i Sverige först på juldagen (25 december) samma år. På vissa biografer sändes filmen även i 3D.
Filminspelningarna skulle ha börjat i juni 2007, men försenades på grund av att Disney drog sig ur projektet, med motiveringen med hänsyn till de utmanande tidsplanerna för [sina] unga skådespelare. Ett till skäl varför Disney drog sig ur var att man hade överskridit budgeten i den förra filmen, Prins Caspian. Från början skulle man ha filmat på Island, Malta och i Prag men istället ändrades det till Mexiko och Australien. Senare ströks även Mexiko på grund av att det inte är ett säkert land. I januari 2009 blev det bestämt att 20th Century Fox tar över efter Disney.
Efter att Disney dragit sig ur anlitades Michael Petroni för att skriva om manuset, efter ett förslag av Richard LaGravenese. Producenten Mark Johnson erkände att "Vi gjorde några misstag med Prins Caspian vill inte göra dem igen." Han sade att det är "mycket viktigt" att filmskapare återfå det magiska för Gryningen. "Jag vill klättra på hustaken och säga att vi har en underbar Narniafilm."
Den 27 juli 2009 började man filma i Queensland i Australien. Filmningen ägde rum på Warner Roadshow Studios i augusti och september 2009, med inspelningen ombord på fartyget vid Cleveland Point i september 2009 och Guldkusten. Inspelningen skedde också på The Southport School som också ligger på Guldkusten.